# Qian Xiuling
Dit is een Chinese naam; de familienaam is Qian.
Qian Xiuling (1912–2008), of Siou-Ling Tsien de Perlinghi, was een Chinees-Belgische wetenschapster die een medaille gekregen heeft omdat ze tijdens de Tweede Wereldoorlog in België bijna 100 mensenlevens gered heeft. Er is een straat naar haar vernoemd en er is voor de Chinese televisie een zestiendelige dramareeks over haar leven gemaakt.

## Leven

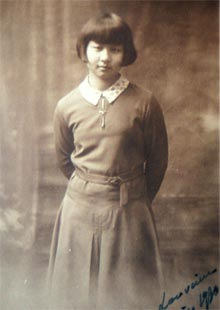
Qian Xiuling in 1930

Qian werd in 1912 geboren te Yixing, Wuxi, in de provincie Jiangsu in een grote familie met goede connecties. In 1929 vertrok ze naar België om chemie te studeren aan de toen nog niet gesplitste Katholieke Universiteit Leuven. In 1933 trouwde ze met Grégoire de Perlinghi, een Belgische dokter, nadat ze haar verloving met een Chinese man verbroken had, en ze gingen in Herbeumont wonen. Er is een bron die suggereert dat ze in 1939 naar Parijs reisde in de hoop om er te studeren aan het laboratorium van Marie Curie maar het hele laboratorium (zo wordt gesuggereerd) was verhuisd naar de Verenigde Staten ten gevolge van de oorlog.

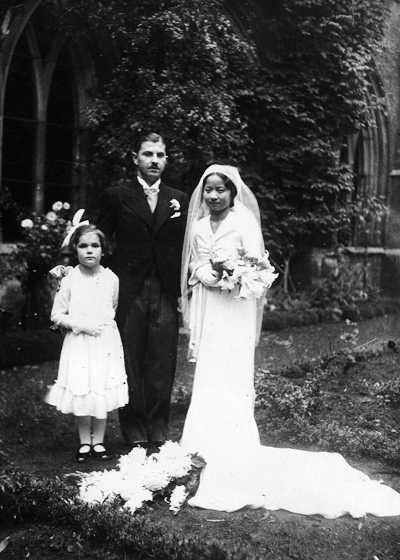
Qian trouwt met Grégoire de Perlinghi in 1933

Toen haar dorp Herbeumont in juni 1940 bezet was door het Duitse leger blies een Belgische jongeman een militaire trein op door een mijn onder de spoorweg te verbergen. De jongeman werd ter dood veroordeeld, maar Qian besefte dat ze de Duitse generaal kende die het bevel voerde over België. Ze had generaal Alexander von Falkenhausen gekend toen hij nog in China werkte als deel van de toenmalige Sino-Duitse samenwerking. Falkenhausen was namelijk adviseur van Chiang Kai-shek geweest en hij had nauw samengewerkt met Qians oudere neef, luitenant generaal Qian Zhuolun. Ze schreef een brief en reisde naar Falkenhausen die besloot om de jongen te sparen omwille van humanitaire redenen.
Op 7 juni 1944 werd Qian opnieuw gecontacteerd toen de Duitsers 97 Belgen gevangen namen en ter dood veroordeelden uit wraak voor de dood van drie Gestapo-officieren die vermoord werden in het nabijgelegen dorp Ecaussinnes. Alhoewel ze zwanger was van haar eerste kind reisde ze opnieuw naar Falkenhausen en vroeg hem om tussenbeide te komen. Hij twijfelde maar ging uiteindelijk akkoord om de gevangenen vrij te laten, terwijl hij wist dat hij een bevel negeerde. De generaal werd naar Berlijn ontboden om uitleg te geven over zijn insubordinatie. Falkenhausen bleef gespaard van een Duits proces en straf omdat de oorlog afgelopen was, maar hij werd gearresteerd voor oorlogsmisdaden. In 1951 werd hij in België veroordeeld.
Qian verscheen op het proces en pleitte voor het goede karakter van Falkenhausen. Hij werd veroordeeld tot 12 jaar cel voor het executeren van gijzelaars en het deporteren van Joden, maar hij werd na drie weken vrijgelaten. Hij trok zich terug in Duitsland waar hij in 1966 overleed.

## Nalatenschap
Qian kreeg de Erkentelijkheidsmedaille 1940–1945 van de Belgische regering. Er is voor de Chinese televisie in 2002 een zestiendelige dramareeks over Qians leven gemaakt, Gaishitaibao qiang kouxia de Zhongguo nüren (盖世太保枪口下的中国女人), met in de hoofdrol Xu Qing. Na de oorlog kreeg ze van de Belgen een medaille, maar ze vertelde haar Chinese familie nooit over haar verhaal.
In 2003 maakte Qians kleindochter, Tatiana de Perlinghi, een documentaire met als titel Ma grand-mère, une héroïne? (Mijn grootmoeder, een heldin?). In 2005 werd Qian bedankt door Zhang Qiyue - de Chinese ambassadeur in België - die haar bezocht in het rusthuis waar ze verbleef. Qians man overleed in 1966. Ter ere van Qian werd in Ecaussinnes een straat naar haar genoemd: Rue Perlinghi. Zhang Yawen schreef een roman die in 2003 uitgebracht werd met als Engelse titel Chinese Woman at Gestapo Gunpoint.